# قائمة البعثات الدبلوماسية في بالاو

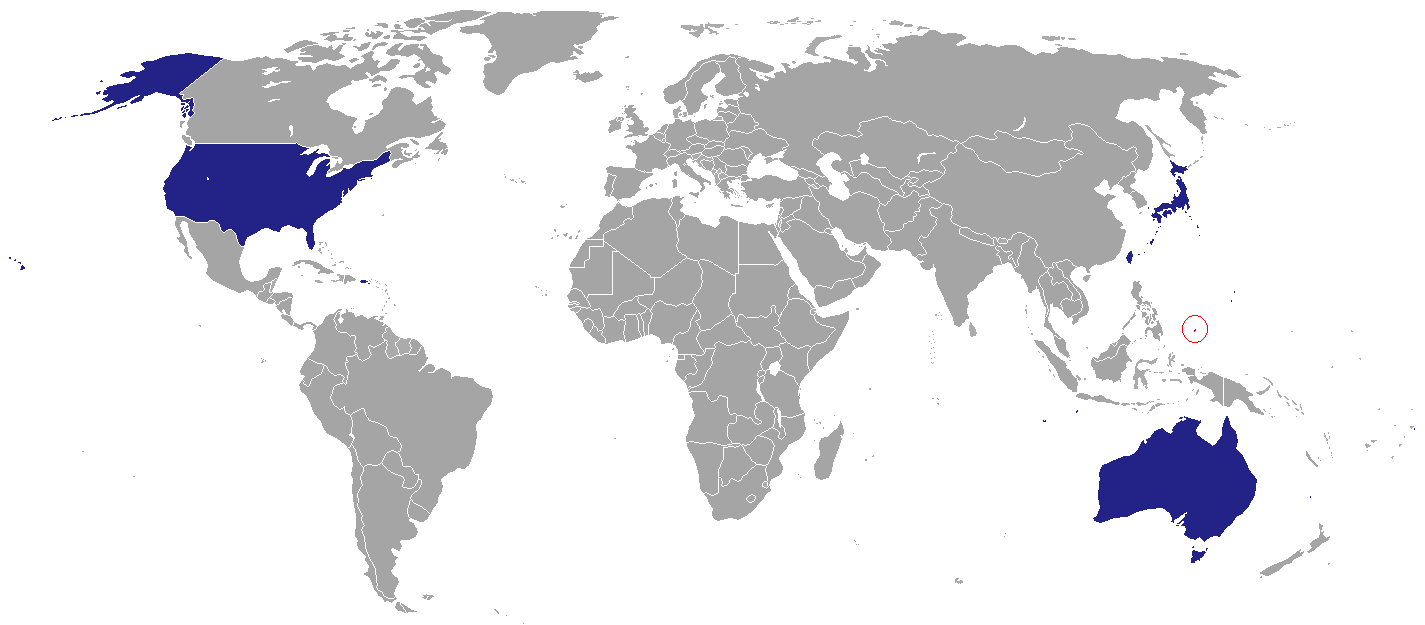
البعثات الدبلوماسية في بالاو

هذه قائمة "" بالبعثات الدبلوماسية في بالاو "". تستضيف العاصمة السابقة ولاية كورور ثلاث سفارات بينما تستضيف ولاية أيراي سفارة واحدة فقط. العاصمة نغيرولمود لا يوجد بها سفارات.

## السفارات

### ولاية كورور
- أستراليا[1]
- تايوان[2]
- اليابان[3]

### ولاية أيراي
- الولايات المتحدة

## السفارات غير المقيمة
" مقيم في مانيلا، الفلبين: "
- النمسا
- بلجيكا
- البرازيل
- تشيلي
- التشيك
- الدنمارك
- فرنسا
- ألمانيا
- اليونان
- المجر
- إندونيسيا
- أيرلندا [4]
- إسرائيل
- إيطاليا
- لاوس
- ماليزيا
- المكسيك
- النرويج [5]
- باكستان
- بولندا
- قطر
- روسيا
- السعودية
- كوريا الجنوبية
- جنوب أفريقيا
- أسبانيا
- سويسرا
- تايلاند
- الإمارات العربية المتحدة
- المملكة المتحدة
- فيتنام

مقيمين في طوكيو، اليابان:
- الجزائر
- أفغانستان
- كوستاريكا
- كولومبيا
- غواتيمالا
- هندوراس
- كينيا
- جزر المالديف
- ناميبيا
- نيكاراغوا
- البرتغال
- بيرو
- باراغواي
- بنما
- صربيا
- سلوفاكيا
- السويد
- توغو
- تركمانستان
- تركيا
- تونس
- طاجيكستان
- أوغندا
- اليمن
- زامبيا
- زيمبابوي

 مقيم في مكان آخر: 
- كندا (كانبرا)
- الصين (باليكير)
- كوبا (سوفا)
- نيوزيلندا (هونولولو)
- الفلبين (هاغاتنيا)
- سيراليون (سول)
- تونغا (كانبرا)

## السفارات السابقة
- الفلبين (أغلقت في 2012)[6]